# Parque solar de Binisafúller

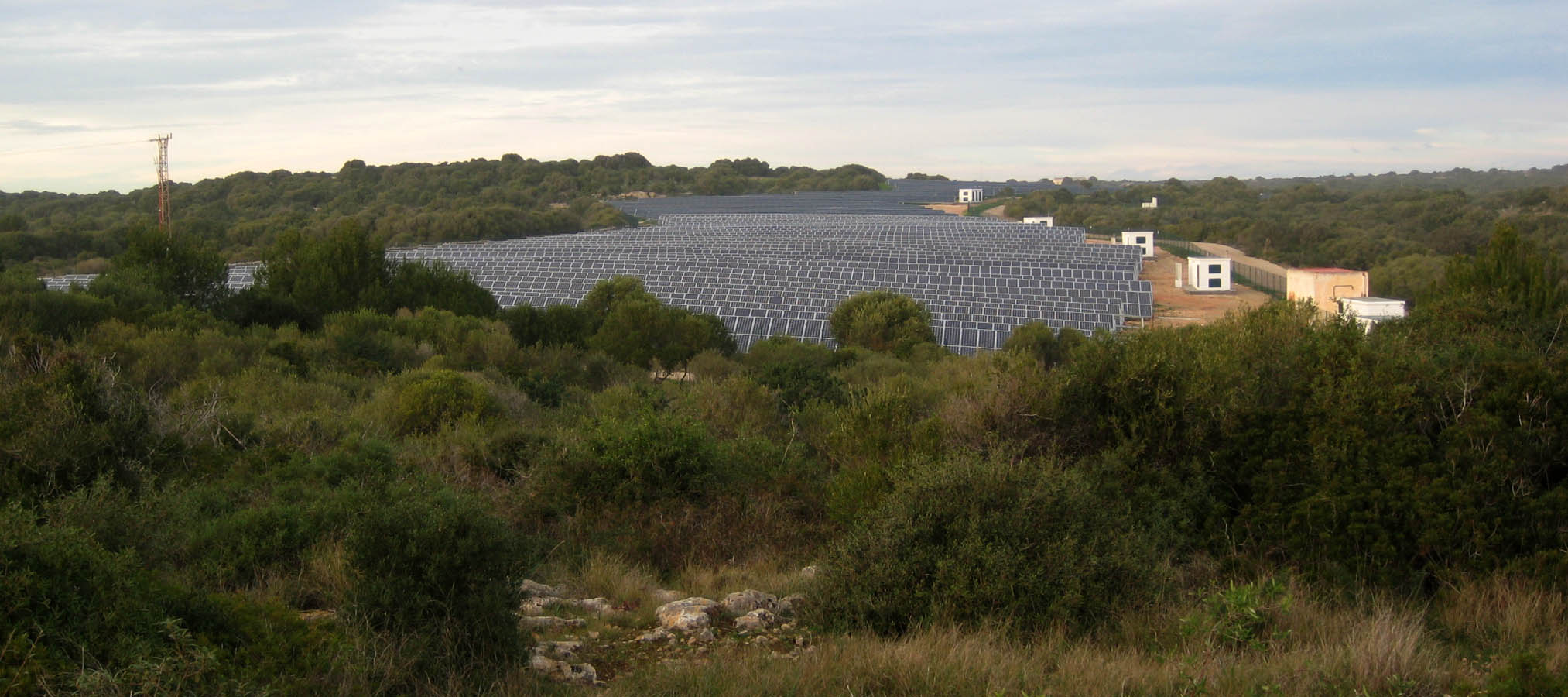
Parque solar de Binisafúller.

El parque solar de Binisafúller es un parque de energía solar fotovoltaica de 1,1 MWp situado en Binisafúller, en el municipio de San Luis, Menorca, España.
Este parque se encuentra en la zona sureste de Menorca; fue inaugurado en 2008, y fue el segundo en toda la isla en lo que se refiere a energía solar fotovoltaica, y el tercero en energías renovables, después del parque eólico de Es Milà y del Parque solar de Son Salomó.